# Usina Hidrelétrica de Itapiranga
A UHE Itapiranga é uma usina hidrelétrica que está em fase de estudos, presente no PAC, e deveria ter sido concluída em 2017, mas foi prorrogada por tempo indefinido, não tendo nem iniciado as obras.
Seria localizada no Rio Uruguai, entre os municípios de Itapiranga (SC) e Pinheirinho do Vale (RS). A área alagada abrangeria sete municípios: Caiçara, Itapiranga, Mondaí, São João do Oeste, Vicente Dutra e Vista Alegre.
Terá capacidade instalada de 724 MW. O projeto inicial previa uma potência de 936 MW.
Atualmente está em processo de estudos ambientais, realizados pela empresa Desenvix. A obra tem investimentos previstos de 1,3 a R$ 2 bilhões
A usina ainda não tem um controlador e a concessão para construí-la ainda será leiloada. Mas existe um movimento chamado "Águas para vida e não para a morte", que é contrário à construção da referida barragem.